# Maribo Amt

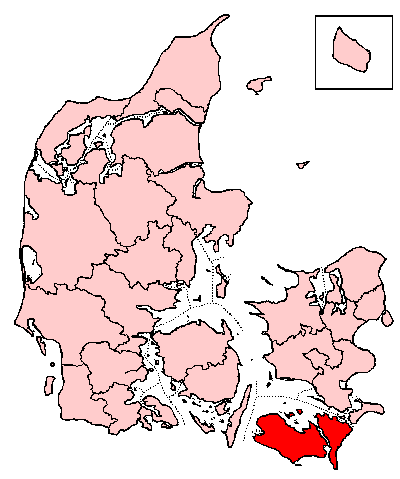
Maribo Amt

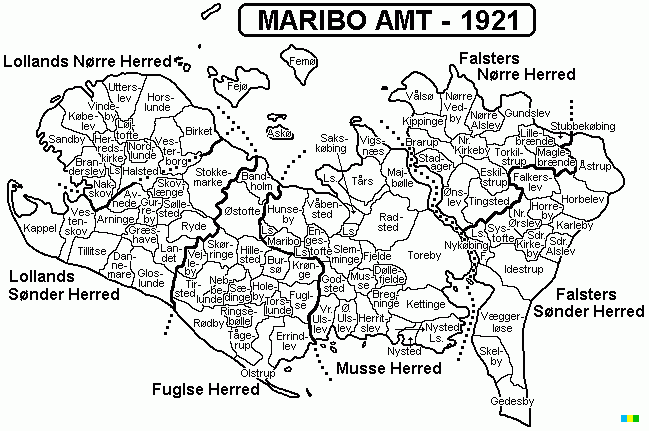
Maribo Amt, indeling in parochies

Maribo Amt was tussen  1803 en 1970 een van de amten van Denemarken. Het werd gevormd uit kleinere eenheden en omvatte de eilanden Falster en Lolland. In 1970 werd Maribo samengevoegd met Præstø Amt tot de nieuwe provincie Storstrøm.
Hoewel het gebruik in Denemarken was dat het amt naar de bestuurszetel werd genoemd gold dat niet voor Maribo. Het bestuur zetelde in Nykøbing.

## Herreder
Maribo was verdeeld in zes herreder, vier op Lolland en twee op Falster.
- Lollands Nørre Herred
- Lollands Sønder Herred
- Fuglse Herred
- Musse Herred
- Falsters Nørre Herred
- Falsters Sønder Herred